# Stanley-Cup-Playoffs 1951
Die Playoffs um den Stanley Cup des Jahres 1951 begannen am 27. März 1951 und endeten am 21. April 1951 mit dem 4:1-Sieg der Toronto Maple Leafs gegen die Canadiens de Montréal. Die Maple Leafs errangen somit ihren vierten Titel in den letzten fünf Jahren sowie den insgesamt neunten der Franchise-Geschichte. Die Canadiens hingegen bestritten ihr erstes Endspiel seit 1947, in dem sie ebenfalls den Maple Leafs mit 2:4 unterlegen waren. Unterdessen stellten beide Teams mit Max Bentley (Toronto) und Maurice Richard (Montréal) jeweils einen Topscorer dieser post-season. Darüber hinaus markierte das Stanley-Cup-Finale 1951 das bis heute letzte, in dem jedes Spiel in der Overtime entschieden wurde (Stand: Playoffs 2025).

## Modus
Für die Playoffs qualifizierten sich die vier besten Teams der Liga. Im Halbfinale standen sich der Erste und der Dritte sowie der Zweite und der Vierte der Abschlusstabelle gegenüber. Die jeweiligen Sieger bestritten anschließend das Stanley-Cup-Finale.
Alle Serien wurden dabei im Best-of-Seven-Modus ausgetragen, das heißt, dass ein Team vier Siege zum Weiterkommen benötigte. Das höher gesetzte Team hatte dabei in den ersten beiden Spielen Heimrecht, die nächsten beiden das gegnerische Team. Sollte bis dahin kein Sieger aus der Runde hervorgegangen sein, wechselte das Heimrecht von Spiel zu Spiel. So hatte die höher gesetzte Mannschaft in den Spielen 1, 2, 5 und 7, also vier der maximal sieben Spiele, einen Heimvorteil.
Bei Spielen, die nach der regulären Spielzeit von 60 Minuten unentschieden blieben, folgte die Overtime. Sie endete durch das erste erzielte Tor (Sudden Death).

## Qualifizierte Teams
- (1) Detroit Red Wings
- (2) Toronto Maple Leafs
- (3) Canadiens de Montréal
- (4) Boston Bruins

## Playoff-Baum
|  | Halbfinale | Halbfinale            | Halbfinale |  |  | Stanley-Cup-Finale | Stanley-Cup-Finale    | Stanley-Cup-Finale |
|  |            |                       |            |  |  |                    |                       |                    |
|  |            |                       |            |  |  |                    |                       |                    |
|  | 1          | Detroit Red Wings     | 2          |  |  |                    |                       |                    |
|  | 3          | Canadiens de Montréal | 4          |  |  |                    |                       |                    |
|  |            |                       |            |  |  | 3                  | Canadiens de Montréal | 1                  |
|  |            |                       |            |  |  | 2                  | Toronto Maple Leafs   | 4                  |
|  | 2          | Toronto Maple Leafs   | 4          |  |  |                    |                       |                    |
|  | 4          | Boston Bruins         | 1          |  |  |                    |                       |                    |
|  |            |                       |            |  |  |                    |                       |                    |

## Halbfinale

### (1) Detroit Red Wings – (3) Canadiens de Montréal
| 27. März 1951 | Detroit Red Wings Gordie Howe (12:15) Leo Reise (41:10) | 2:3 n. V. (1:1, 0:0, 1:1, 0:0, 0:0, 0:0, 0:1) Spielbericht Stand: 0:1 | Canadiens de Montréal Émile Bouchard (13:35) Bert Olmstead (49:08) Maurice Richard (121:09) | Detroit Olympia, Detroit, Michigan |

| 29. März 1951 | Detroit Red Wings | 0:1 n. V. (0:0, 0:0, 0:0, 0:0, 0:0, 0:1) Spielbericht Stand: 0:2 | Canadiens de Montréal Maurice Richard (102:20) | Detroit Olympia, Detroit, Michigan |

| 31. März 1951 | Canadiens de Montréal | 0:2 (0:0, 0:1, 0:1) Spielbericht Stand: 2:1 | Detroit Red Wings Gordie Howe (36:23) Sid Abel (53:45) | Forum de Montréal, Montréal, Québec |

| 3. April 1951 | Canadiens de Montréal Elmer Lach (34:28) | 1:4 (0:2, 1:0, 0:2) Spielbericht Stand: 2:2 | Detroit Red Wings Leo Reise (8:40) Metro Prystai (10:10) Gerry Couture (50:26) Sid Abel (53:14) | Forum de Montréal, Montréal, Québec |

| 5. April 1951 | Detroit Red Wings Sid Abel (1:09) Gordie Howe (14:27) | 2:5 (2:0, 0:3, 0:2) Spielbericht Stand: 2:3 | Canadiens de Montréal Billy Reay (24:04) Bert Olmstead (31:48) Bernie Geoffrion (37:51) Maurice Richard (54:45) Calum MacKay (58:07) | Detroit Olympia, Detroit, Michigan |

| 7. April 1951 | Canadiens de Montréal Billy Reay (46:49) Maurice Richard (49:39) Ken Mosdell (55:45) | 3:2 (0:0, 0:0, 3:2) Spielbericht Stand: 4:2 | Detroit Red Wings Sid Abel (47:31) Gordie Howe (59:15) | Forum de Montréal, Montréal, Québec |

### (2) Toronto Maple Leafs – (4) Boston Bruins
| 28. März 1951 | Toronto Maple Leafs | 0:2 (0:1, 0:0, 0:1) Spielbericht Stand: 0:1 | Boston Bruins Lorne Ferguson (15:58) Woody Dumart (41:12) | Maple Leaf Gardens, Toronto, Ontario |

| 31. März 1951 | Toronto Maple Leafs Bill Barilko (3:47) | 1:1 n. V. Anm. (1:0, 0:1, 0:0, 0:0) Spielbericht Stand: 0:1 | Boston Bruins Johnny Peirson (29:26) | Maple Leaf Gardens, Toronto, Ontario |

| 1. April 1951 | Boston Bruins | 0:3 (0:0, 0:2, 0:1) Spielbericht Stand: 1:1 | Toronto Maple Leafs Cal Gardner (23:02) Fernie Flaman (33:11) Max Bentley (45:30) | Boston Garden, Boston, Massachusetts |

| 3. April 1951 | Boston Bruins Dunc Fisher (7:50) | 1:3 (1:0, 0:2, 0:1) Spielbericht Stand: 1:2 | Toronto Maple Leafs Sid Smith (32:17) Max Bentley (34:33) Bill Barilko (54:08) | Boston Garden, Boston, Massachusetts |

| 7. April 1951 | Toronto Maple Leafs Joe Klukay (19:38) Fleming Mackell (31:12) Joe Klukay (44:46) Theodore Kennedy (49:15) | 4:1 (1:0, 1:0, 2:1) Spielbericht Stand: 3:1 | Boston Bruins Bill Ezinicki (49:53) | Maple Leaf Gardens, Toronto, Ontario |

| 8. April 1951 | Boston Bruins | 0:6 (0:2, 0:1, 0:3) Spielbericht Stand: 1:4 | Toronto Maple Leafs Theodore Kennedy (10:16) Joe Klukay (14:36) Fleming Mackell (32:42) Sid Smith (46:42) Tod Sloan (49:42) Joe Klukay (55:01) | Boston Garden, Boston, Massachusetts |

## Stanley-Cup-Finale

### (2) Toronto Maple Leafs – (3) Canadiens de Montréal
| 11. April 1951 | Toronto Maple Leafs Sid Smith (0:15) Tod Sloan (15:42) Sid Smith (65:51) | 3:2 n. V. (2:1, 0:1, 0:0, 1:0) Spielbericht Stand: 1:0 | Canadiens de Montréal Maurice Richard (15:27) Paul Masnick (24:02) | Maple Leaf Gardens, Toronto, Ontario |

| 14. April 1951 | Toronto Maple Leafs Sid Smith (36:31) Theodore Kennedy (48:16) | 2:3 n. V. (0:1, 1:1, 1:0, 0:1) Spielbericht Stand: 1:1 | Canadiens de Montréal Paul Masnick (3:44) Billy Reay (29:24) Maurice Richard (62:55) | Maple Leaf Gardens, Toronto, Ontario |

| 17. April 1951 | Canadiens de Montréal Maurice Richard (2:18) | 1:2 n. V. (1:0, 0:1, 0:0, 0:1) Spielbericht Stand: 1:2 | Toronto Maple Leafs Sid Smith (25:58) Theodore Kennedy (64:47) | Forum de Montréal, Montréal, Québec |

| 19. April 1951 | Canadiens de Montréal Maurice Richard (14:41) Elmer Lach (53:49) | 2:3 n. V. (1:1, 0:1, 1:0, 0:1) Spielbericht Stand: 1:3 | Toronto Maple Leafs Sid Smith (0:38) Howie Meeker (21:27) Harry Watson (65:15) | Forum de Montréal, Montréal, Québec |

| 21. April 1951 | Toronto Maple Leafs Tod Sloan (32:00) Tod Sloan (59:28) Bill Barilko (62:53) | 3:2 n. V. (0:0, 1:1, 1:1, 1:0) Spielbericht Stand: 4:1 | Canadiens de Montréal Maurice Richard (28:56) Paul Meger (44:47) | Maple Leaf Gardens, Toronto, Ontario |

### Stanley-Cup-Sieger
| Stanley-Cup-Sieger Toronto Maple Leafs | Torhüter: Turk Broda, Al Rollins Verteidiger: Bill Barilko, Hugh Bolton, Fernie Flaman, Bill Juzda, Gus Mortson, Jimmy Thomson Angreifer: Max Bentley, Cal Gardner, Bob Hassard, Theodore Kennedy (C), Joe Klukay, Danny Lewicki, Fleming Mackell, John McCormack, Howie Meeker, Tod Sloan, Sid Smith, Ray Timgren, Harry Watson Cheftrainer: Joe Primeau General Manager: Conn Smythe |

## Beste Scorer
Abkürzungen: GP = Spiele, G = Tore, A = Assists, Pts = Punkte, PIM = Strafminuten; Fett: Bestwert
| Spieler          | Team     | GP | G | A  | Pts | PIM |
| ---------------- | -------- | -- | - | -- | --- | --- |
| Maurice Richard  | Montréal | 11 | 9 | 4  | 13  | 13  |
| Max Bentley      | Toronto  | 11 | 2 | 11 | 13  | 4   |
| Sid Smith        | Toronto  | 11 | 7 | 3  | 10  | 0   |
| Theodore Kennedy | Toronto  | 11 | 4 | 5  | 9   | 6   |
| Tod Sloan        | Toronto  | 11 | 4 | 5  | 9   | 18  |
| Joe Klukay       | Toronto  | 11 | 4 | 3  | 7   | 0   |
| Sid Abel         | Detroit  | 6  | 4 | 3  | 7   | 0   |
| Gordie Howe      | Detroit  | 6  | 4 | 3  | 7   | 4   |
| Billy Reay       | Montréal | 11 | 3 | 3  | 6   | 10  |
| Bert Olmstead    | Montréal | 11 | 2 | 4  | 6   | 9   |

## Beste Torhüter
Die kombinierte Tabelle zeigt die drei besten Torhüter in der Kategorie Gegentorschnitt sowie den jeweils Führenden in Shutouts und Siegen.
Abkürzungen: GP = Spiele, Min = Eiszeit (in Minuten), W = Siege, L = Niederlagen, GA = Gegentore, SO = Shutouts, GAA = Gegentorschnitt; Fett: Bestwert; Sortiert nach Gegentorschnitt.
Erfasst werden nur Torhüter mit 120 absolvierten Spielminuten.
| Spieler       | Team     | GP | Min    | W | L | GA | SO | GAA  |
| ------------- | -------- | -- | ------ | - | - | -- | -- | ---- |
| Turk Broda    | Toronto  | 8  | 492:05 | 5 | 1 | 9  | 2  | 1,10 |
| Jack Gelineau | Boston   | 4  | 260:00 | 1 | 2 | 7  | 1  | 1,62 |
| Terry Sawchuk | Detroit  | 6  | 463:29 | 2 | 4 | 13 | 1  | 1,68 |
| Gerry McNeil  | Montréal | 11 | 785:10 | 5 | 6 | 25 | 1  | 1,91 |